# 米托科查湖
10°11′54″S 76°53′42″W / 10.19833°S 76.89500°W
米托科查湖（Lake Mitococha），也称米圖科查湖（西班牙語：Laguna Mitucocha），是秘魯的湖泊，位於該國中部瓦努科大區，由克羅帕爾卡區的克羅帕爾卡區負責管轄，長0.8公里、寬0.3公里，海拔高度4,270米。